# Jenny Heinemann
Jenny Heinemann (* 13. August 1988 in Erfurt) ist eine deutsche Volleyball- und Beachvolleyball-Spielerin.

## Karriere
Heinemann spielt seit 1995 Hallenvolleyball und war bis 2010 beim Zweitligisten SG Rotation Prenzlauer Berg aktiv. Beachvolleyball spielt sie seit 2002 mit unterschiedlichen Partnerinnen und nahm von 2008 bis 2015 ununterbrochen an den deutschen Meisterschaften in Timmendorfer Strand teil. 2013 spielte sie an der Seite von Pia Riedel und 2014 zusammen mit Anika Krebs. 2015 war die Münsteranerin Kim Behrens ihre Partnerin.